# 太田伸一
太田 伸一（おおた しんいち、1962年4月10日 - ）は、日本のタレント。別名、MODOKI（モドキ）。
北海道出身。あのねのね事務所、所ジョージの事務所、研ナオコの事務所を経て、ブルースターミュージック・ジャパンに所属。

## 来歴
- 所モドキ、MODOKI、MoDoKi、モドキ、太田君などの芸名を使用。
- あのねのねに弟子入りし、所ジョージのそっくり芸人としてデビュー。その後所の付き人にもなる。
- CM、TVの出演やナレーションの仕事の他、矢沢永吉のモノマネで芸人、ドラマや舞台などでも活動。
- 『所さんのブクブクゴシゴシ!』等、所ジョージのラジオ番組に多数出演。TV番組『所さんの学校では教えてくれないそこんトコロ!』では太田 ダメ吉（おおた ダメきち）の名前で出演した。

## 出演作品

### TV
- ヤンヤン歌うスタジオ（テレビ東京）
- 所さんの学校では教えてくれないそこんトコロ!（テレビ東京）
- みせて!ウニャマグ（東日本放送）
- トキオくん（テレビ東京） - メインキャラ「トキオくん」の声を担当
- これがキャイ〜ンだろ!?（フジテレビ）　-　ナレーター
- 桂芸能社（TBSテレビ）　-　ナレーター

### ラジオ
- おとなの時間割・月曜所さんのブクブクゴシゴシ!（TBSラジオ）
- 日曜夕方トコロのココロえ（ニッポン放送）

### CM
すべて声だけの出演。
- スズキ・ワゴンR
- カルカン
- ナショナル冷蔵庫 Tanto